# Cerro Patamban
El Cerro Patamban también llamado Cerro Grande es un volcán de tipo cono de ceniza ubicado en Tangancícuaro y en Los Reyes en Michoacán, México. Se encuentra aproximadamente a 24 km al suroeste de Tangancícuaro de Arista y a 41 km al noreste de Los Reyes de Salgado por carretera. La cima está a 3500 metros sobre el nivel del mar. Forma parte del Eje neovolcánico y del Campo volcánico Michoacán - Guanajuato.
En invierno, entre los meses de diciembre y febrero; en ocasiones en marzo, el Cerro de Patamban se neva por algunos días, por lo que la gente de las ciudades y comunidades aledañas suben a disfrutar de la nieve. La comunidad de Patamban; que pertenece al municipio de Tangancícuaro, se encuentra a 7 km al noreste del volcán (en línea recta), si deseas acudir durante una nevada y realizar senderismo, se recomienda acudir a esta comunidad y preguntar por los guías para planear la subida y que sea seguro. Existen senderos por los cuales puedes subir en cuatrimoto o a caballo y a mitad del cerro de Patamban existe una cabaña de uso libre. La zona tiene Clima subtropical. La temperatura media anual es de 15 °C y la precipitación media anual es de 1,047 milímetros. La superficie del volcán forma parte de la unidad de manejo forestal Cotija-Tingüindín.